# Popielawy (gromada)
Popielawy – dawna gromada, czyli najmniejsza jednostka podziału terytorialnego Polskiej Rzeczypospolitej Ludowej w latach 1954–1972.
Gromady, z gromadzkimi radami narodowymi (GRN) jako organami władzy najniższego stopnia na wsi, funkcjonowały od reformy reorganizującej administrację wiejską przeprowadzonej jesienią 1954 do momentu ich zniesienia z dniem 1 stycznia 1973, tym samym wypierając organizację gminną w latach 1954–1972.
Gromadę Popielawy siedzibą GRN w Popielawach utworzono – jako jedną z 8759 gromad na obszarze Polski – w powiecie brzezińskim w woj. łódzkim, na mocy uchwały nr 29/54 WRN w Łodzi z dnia 4 października 1954. W skład jednostki weszły obszary dotychczasowych gromad: Popielawy ze zniesionej gminy Rokiciny, Buków ze zniesionej gminy Ciosny i Brzustów (z wyłączeniem os. Brzustów-Grobla) ze zniesionej gminy Będków w tymże powiecie. Dla gromady ustalono 15 członków gromadzkiej rady narodowej.
Gromadę zniesiono 31 grudnia 1959, a jej obszar włączono do gromad: Łaznów (wieś Popielawy i przysiółek Smyków), Będków (wieś Brzustów, wieś Wołkowa i wieś Dąbrowa) i Janków (wieś i parcelę Buków).